# Oskar Leimgruber
 (décembre 2023).
Si vous disposez d'ouvrages ou d'articles de référence ou si vous connaissez des sites web de qualité traitant du thème abordé ici, merci de compléter l'article en donnant les références utiles à sa vérifiabilité et en les liant à la section « Notes et références ».
Pour les articles homonymes, voir Leimgruber.
Oskar Leimgruber, né le 5 juillet 1886 à Fribourg et mort à Berne le 19 juillet 1976, est une personnalité politique suisse, membre du Parti conservateur-catholique.

## Biographie
Après avoir effectué sa scolarité à Fribourg et à Schwytz, il suit des études de droit aux universités de Fribourg, de Berne et de Vienne, obtenant son doctorat en 1911. 
Exerçant de nombreux métiers, il est en particulier journaliste à La Liberté et à la Freiburger Zeitung, adjoint du directeur du musée des arts et métiers, secrétaire cantonal des arts et métiers, et avocat à Fribourg.
En 1912, il entre comme juriste aux CFF à Bâle, puis à Berne. En 1919, il devient simultanément membre du comité central du Parti démocrate-chrétien et secrétaire au département fédéral des postes et des chemins de fer. Nommé vice-chancelier en 1925, il est mandaté par le Conseil fédéral pour créer la Centrale fédérale des imprimés et du matériel et instaure la traduction simultanée au Conseil des États. Lors de cette période, il représente le Conseil fédéral dans plusieurs congrès internationaux. Il fonde en 1923 l'Union internationale des classes moyennes, puis, en 1930 à Bruxelles, l'Institut international des sciences administratives, qu'il préside.
Son parti le présente une première fois à l'élection de chancelier de la Confédération en 1934, mais il est alors battu par son collègue vice-chancelier radical George Bovet. Il lui succède toutefois en 1943, au départ de ce dernier. Premier chancelier de l'État appartenant au parti conservateur, il fait publier par la Confédération en 1949 l'ouvrage de référence « Armoiries, sceaux et constitutions de la Confédération et des cantons » ainsi que le « Recueil systématique des lois et ordonnances fédérales 1848-1947 ». 
Il est alors également président de la commission sur la rationalisation des administrations publiques, de l'Institut suisse de cours administratifs à Saint-Gall et le fondateur de la Société suisse d’études pour une administration rationnelle. En parallèle, il est l'auteur de nombreuses publications sur l'économie politique, la sociologie, le droit et les sciences administratives. Mal réélu en 1947 avec seulement 100 suffrages, il n'est plus candidat en 1951.